# Tiffany Chin
Audrey Tiffany Chin (Oakland, Califórnia, 3 de outubro de 1967) é uma ex-patinadora artística americana, que competiu no individual feminino. Ela conquistou duas medalha de bronze nos Campeonatos Mundiais de 1985 e 1986, e foi campeã do campeonato nacional americano. Chin disputou os Jogos Olímpicos de Inverno de 1984 terminando na quarta posição.

## Principais resultados
| Resultados                                                            | Resultados      | Resultados    | Resultados        | Resultados       | Resultados        | Resultados        | Resultados        | Resultados    | Resultados    | Resultados    | Resultados    | Resultados    |
| Internacional                                                         | Internacional   | Internacional | Internacional     | Internacional    | Internacional     | Internacional     | Internacional     | Internacional | Internacional | Internacional | Internacional | Internacional |
| Evento/Temporada                                                      | 1980– 1981      | 1981– 1982    | 1982– 1983        | 1983– 1984       | 1984– 1985        | 1985– 1986        | 1986– 1987        |               |               |               |               |               |
| --------------------------------------------------------------------- | --------------- | ------------- | ----------------- | ---------------- | ----------------- | ----------------- | ----------------- | ------------- | ------------- | ------------- | ------------- | ------------- |
| Jogos Olímpicos                                                       |                 |               |                   | 4.ª              |                   |                   |                   |               |               |               |               |               |
| Campeonato Mundial                                                    |                 |               | 9.ª               |                  | Medalha de bronze | Medalha de bronze |                   |               |               |               |               |               |
| NHK Trophy                                                            |                 |               | Medalha de bronze |                  |                   |                   |                   |               |               |               |               |               |
| Skate America                                                         |                 |               |                   | Medalha de ouro  |                   |                   | Medalha de ouro   |               |               |               |               |               |
| Skate Canada International                                            |                 |               |                   |                  | Medalha de prata  |                   |                   |               |               |               |               |               |
| Internacional – Júnior                                                |                 |               |                   |                  |                   |                   |                   |               |               |               |               |               |
| Campeonato Mundial Júnior                                             | Medalha de ouro |               |                   |                  |                   |                   |                   |               |               |               |               |               |
| Nacional                                                              |                 |               |                   |                  |                   |                   |                   |               |               |               |               |               |
| Campeonato dos Estados Unidos                                         |                 | 5.ª           | Medalha de bronze | Medalha de prata | Medalha de ouro   | Medalha de bronze | Medalha de peltre |               |               |               |               |               |
|                                                                       |                 |               |                   |                  |                   |                   |                   |               |               |               |               |               |
| Legenda: WD = Abandonou; Competição não foi disputada nesta temporada |                 |               |                   |                  |                   |                   |                   |               |               |               |               |               |